# Alexander Weiß (Historiker)
Alexander Weiß (* 1968) ist ein deutscher Althistoriker.

## Leben
Alexander Weiß studierte von 1989 bis 1996 Alte Geschichte, Klassische Archäologie und Vor- und Frühgeschichte, daneben Soziologie und Vergleichende Religionswissenschaft an den Universitäten Bonn und Salzburg. Im Jahr 2002 wurde er an der Universität Bonn promoviert, 2012 habilitierte er sich an der Universität Leipzig. Dort war er von 2001 bis 2003 Wissenschaftlicher Mitarbeiter und von 2003 bis 2011 Juniorprofessor für Alte Geschichte. 
Im Sommersemester 2011 hatte er die Vertretung der Professur für Alte Geschichte an der Universität Oldenburg inne und war danach wieder bis 2017 Wissenschaftlicher Mitarbeiter an der Universität Leipzig. Im Wintersemester 2013/14, im Sommersemester 2014/15 und von 2015 bis 2017 übernahm er die Vertretung des Lehrstuhls von Hartmut Leppin an der Universität Frankfurt am Main.
Im Jahr 2014 erfolgte die Bestellung zum außerplanmäßigen Professor an der Universität Leipzig, im Jahr 2018 die Bestellung zum außerplanmäßigen Professor an der Universität Frankfurt am Main. Er ist seit 2022 Lehrkraft für besondere Aufgaben am Seminar für Alte Geschichte/Institut für Epigraphik an der Universität Münster.

## Schriften (Auswahl)
- Sklave der Stadt. Untersuchungen zur öffentlichen Sklaverei in den Städten des Römischen Reiches. (= Historia Einzelschrift 173), Steiner, Stuttgart 2004 ISBN 978-3-515-08383-6 (zugleich Dissertation an der Universität Bonn).
- mit Maike Weiß: Giftgefüllte Nattern oder heilige Mütter. Frauen, Frauenbilder und ihre Rolle in der Verbreitung des Christentums (= Antike Kultur und Geschichte. Band 8). LIT, Berlin/Münster 2005.
- (Hrsg.): Der imaginierte Nomade. Formel und Realitätsbezug bei antiken, mittelalterlichen und arabischen Autoren. (= Nomaden und Sesshafte Band 8), Wiesbaden 2007.
- mit Charlotte Schubert (Hrsg.): Amazonen zwischen Griechen und Skythen: Gegenbilder in Mythos und Geschichte. De Gruyter, Berlin/Boston 2013, ISBN 978-3-11-028617-5.
- mit Marius Reiser: Die Apostelgeschichte des Lukas in ihrem historischen Kontext. Drei Fallstudien. LIT, Berlin/Münster 2013, ISBN 978-3-643-80160-9.
- Soziale Elite und Christentum. Untersuchungen zu ordo-Angehörigen unter den frühen Christen (= Millennium-Studien Band 52). De Gruyter, Berlin/Boston 2015, ISBN 978-3-11-037380-6.